# Arquidiocese de Suva
A Arquidiocese de Suva (Archidiœcesis Suvanus) é a arquidiocese metropolitana de Fiji. Em 2017 ela contava 63 mil batizados em uma população de 870 mil habitantes.

## História
O território foi evangelizado pelos padres maristas e foi erguido à prefeitura apostólica em 1863; em 1887 virou vicariado apostólico.
Em 21 de junho de 1966, Paulo VI, com a bula elevou o vicariado à arquidiocese, com o nome atual.
Desde 19 de dezembro de 2012 é administrada pelo arcebispo dom Peter Loy Chong.

## Arcebispos
Administração local:
|                   | Nome                         | Período    | Notas               |
| Arcebispos        | Arcebispos                   | Arcebispos | Arcebispos          |
| ----------------- | ---------------------------- | ---------- | ------------------- |
| 4º                | Peter Loy Chong              | 2012-      | Atual               |
| 3º                | Petero Mataca                | 1976–2012  |                     |
| 2º                | George Hamilton Pearce, S.M. | 1967–1976  |                     |
| 1º                | Victor Frederick Foley, S.M. | 1966–1967  |                     |
| Bispos            |                              |            |                     |
| 4º                | Victor Frederick Foley, S.M. | 1944–1966  |                     |
| 3º                | Charles-Joseph Nicolas, S.M. | 1922–1941  |                     |
| 2º                | Julien Vidal, S.M.           | 1887–1922  |                     |
| 1º                | Jean-Baptiste Breheret, S.M. | 1863–1887  |                     |
| Bispo coadjutor   |                              |            |                     |
|                   | Charles-Joseph Nicolas, S.M. | 1918–1922  |                     |
| Bispos Auxiliares |                              |            |                     |
|                   | Petero Mataca                | 1974-1976  | Elevado a Arcebispo |